# Domfaing
Domfaing ([dɔ̃fɛ̃]) est une commune française située dans le département des Vosges, en région Grand Est.

## Géographie

### Localisation
Domfaing est une commune rurale de faible superficie, à 2 km à l'est de Brouvelieures. Elle est traversée par le Buttant, petit affluent gauche de la Mortagne.

### Géologie et relief
La commune se compose de 10,30 hectares de territoires artificialisés (2,63 %), 189,18 hectares de territoires agricoles (48,26 %) et 192,49 hectares de forêts et milieux semi-naturels (49,10 %),.
Espaces naturels :
- Un espace protégé Réseau Natura 2000 :

Massif vosgien.
- Deux zones naturelles d'intérêt écologique, faunistique et floristique (Znieff) :

Massif vosgien,
Affluent de la Mortagne à Mortagne.
|               | Mortagne | Les Rouges-Eaux     |
| Brouvelieures | Domfaing | Bois-de-Champ       |
| Vervezelle    |          | Belmont-sur-Buttant |

### Hydrographie et les eaux souterraines
Hydrogéologie et climatologie : Système d’information pour la gestion des eaux souterraines du bassin Rhin-Meuse :
Territoire communal : Occupation du sol (Corinne Land Cover); Cours d'eau (BD Carthage),
Géologie : Carte géologique; Coupes géologiques et techniques,
 Hydrogéologie : Masses d'eau souterraine; BD Lisa; Cartes piézométriques.
La commune est située dans le bassin versant du Rhin au sein du bassin Rhin-Meuse. Elle est drainée par la Mortagne, le ruisseau du Menil et le ruisseau de Maxeme,.
La Mortagne, d'une longueur totale de 74,6 km, prend sa source dans la commune de Saint-Léonard et se jette dans la Meurthe à Mont-sur-Meurthe, après avoir traversé 26 communes.

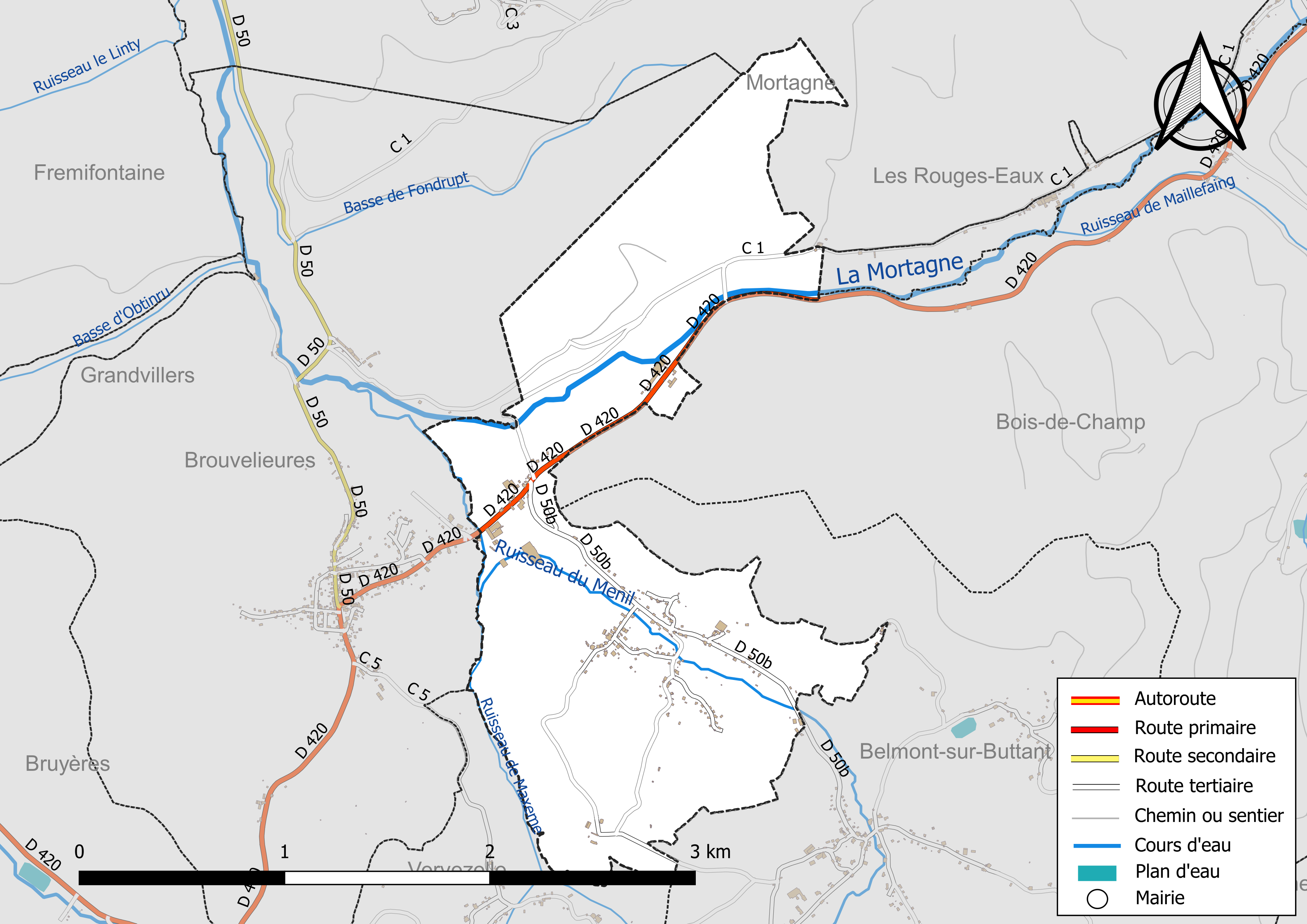
Réseaux hydrographique et routier de Domfaing.

La qualité des eaux de baignade et des cours d’eau peut être consultée sur un site dédié géré par les agences de l’eau et l’Agence française pour la biodiversité.

### Climat
Pour des articles plus généraux, voir Climat du Grand Est et Climat du département des Vosges.
En 2010, le climat de la commune est de type climat de montagne, selon une étude du Centre national de la recherche scientifique s'appuyant sur une série de données couvrant la période 1971-2000. En 2020, Météo-France publie une typologie des climats de la France métropolitaine dans laquelle la commune est exposée à un climat semi-continental et est dans la région climatique Vosges, caractérisée par une pluviométrie très élevée (1 500 à 2 000 mm/an) en toutes saisons et un hiver rude (moins de 1 °C).
Pour la période 1971-2000, la température annuelle moyenne est de 9,4 °C, avec une amplitude thermique annuelle de 16,9 °C. Le cumul annuel moyen de précipitations est de 1 326 mm, avec 13,8 jours de précipitations en janvier et 10,8 jours en juillet. Pour la période 1991-2020, la température moyenne annuelle observée sur la station météorologique de Météo-France la plus proche, « Le Roulier_sapc », sur la commune du Roulier à 12 km à vol d'oiseau, est de 10,2 °C et le cumul annuel moyen de précipitations est de 1 000,2 mm. 
La température maximale relevée sur cette station est de 38,1 °C, atteinte le 25 juillet 2019 ; la température minimale est de −18,3 °C, atteinte le 20 décembre 2009,,.
Les paramètres climatiques de la commune ont été estimés pour le milieu du siècle (2041-2070) selon différents scénarios d'émission de gaz à effet de serre à partir des nouvelles projections climatiques de référence DRIAS-2020. Ils sont consultables sur un site dédié publié par Météo-France en novembre 2022.

## Urbanisme

### Typologie
Au 1er janvier 2024, Domfaing est catégorisée commune rurale à habitat dispersé, selon la nouvelle grille communale de densité à sept niveaux définie par l'Insee en 2022.
Elle est située hors unité urbaine. Par ailleurs la commune fait partie de l'aire d'attraction de Bruyères, dont elle est une commune de la couronne,. Cette aire, qui regroupe 8 communes, est catégorisée dans les aires de moins de 50 000 habitants,.

### Occupation des sols
L'occupation des sols de la commune, telle qu'elle ressort de la base de données européenne d’occupation biophysique des sols Corine Land Cover (CLC), est marquée par l'importance des forêts et milieux semi-naturels (49,4 % en 2018), une proportion sensiblement équivalente à celle de 1990 (49,9 %). La répartition détaillée en 2018 est la suivante :
forêts (49,4 %), zones agricoles hétérogènes (46,6 %), zones urbanisées (2,6 %), prairies (1,5 %). L'évolution de l’occupation des sols de la commune et de ses infrastructures peut être observée sur les différentes représentations cartographiques du territoire : la carte de Cassini (XVIIIe siècle), la carte d'état-major (1820-1866) et les cartes ou photos aériennes de l'IGN pour la période actuelle (1950 à aujourd'hui).

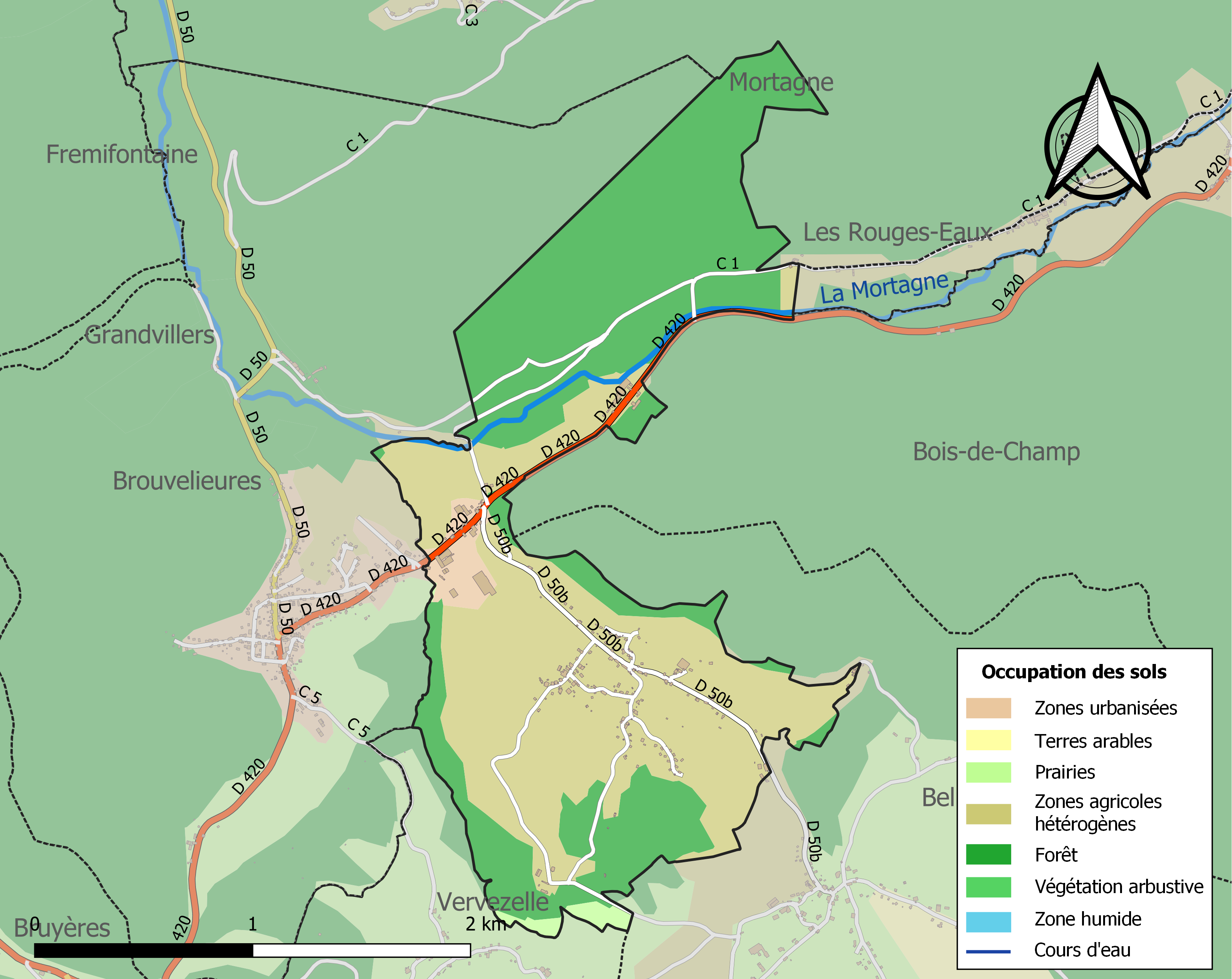
Carte des infrastructures et de l'occupation des sols de la commune en 2018 (CLC).

## Toponymie
Le nom de la localité est attesté sous les formes De Donofano (1343) ; Werricus de Donnophano (XIVe siècle) ; Domphain (1527) ; Donffain (1580) ; Donfain (1594) ; Donfaing (XVIIe siècle).

## Politique et administration

### Découpage territorial
Par arrêté préfectoral du 15 septembre 2023, la commune est retirée le 1er janvier 2024 de l'arrondissement d'Épinal et rattachée à l'arrondissement de Saint-Dié-des-Vosges.

### Liste des maires
| Période                                  | Période   | Identité      | Étiquette | Qualité      |
| ---------------------------------------- | --------- | ------------- | --------- | ------------ |
| Les données manquantes sont à compléter. |           |               |           |              |
| Avril 2014                               | Juin 2020 | Jacques Ansel |           |              |
| Juin 2020                                | En cours  | Alain Charles |           | Ancien cadre |

### Budget et fiscalité 2023

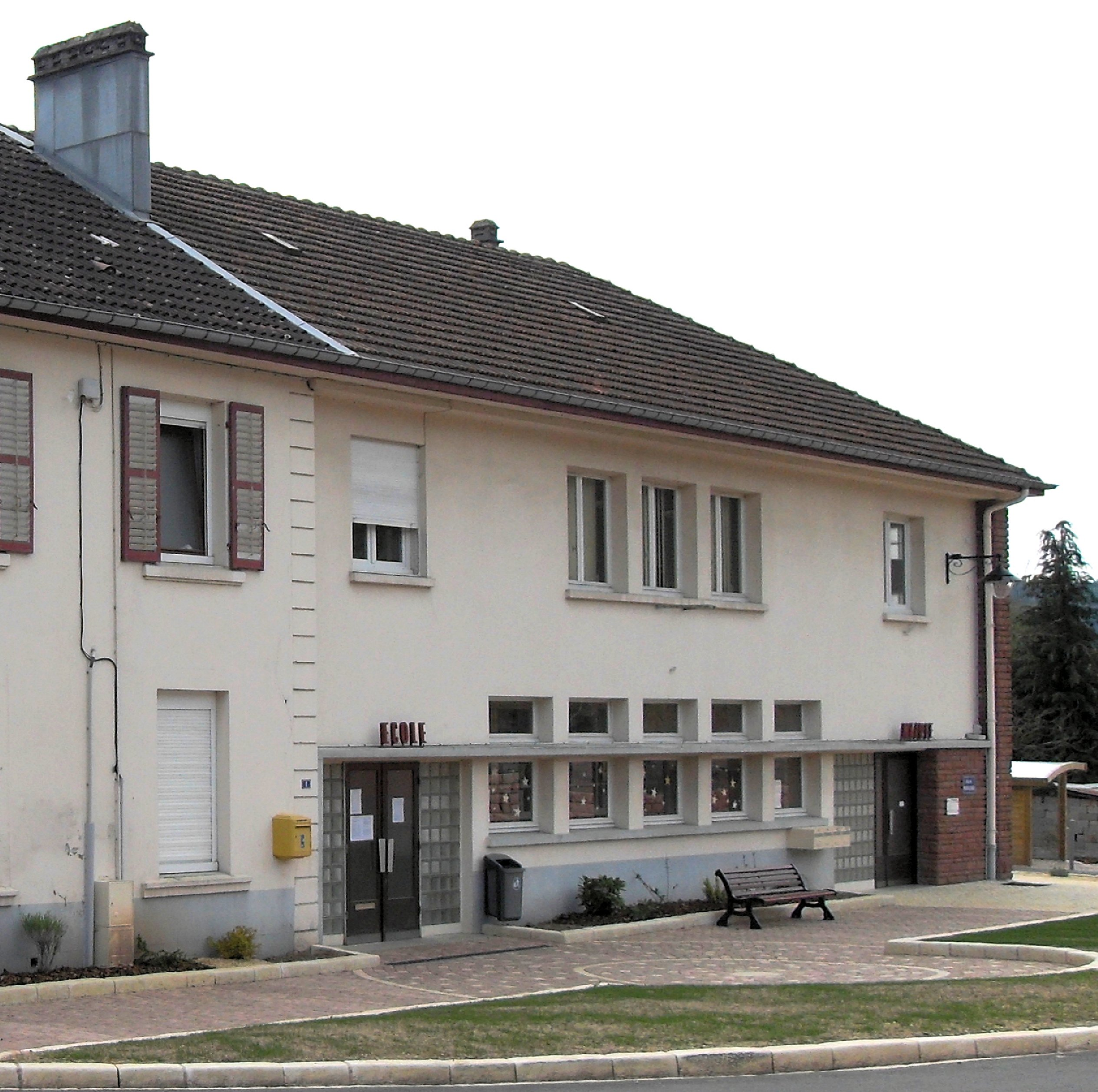
La mairie et l'école.

En 2023, le budget de la commune était constitué ainsi :
- total des produits de fonctionnement : 168 000 €, soit 783 € par habitant ;
- total des charges de fonctionnement : 150 000 €, soit 700 € par habitant ;
- total des ressources d'investissement : 1 000 €, soit 5 € par habitant ;
- total des emplois d'investissement : 12 000 €, soit 56 € par habitant ;
- endettement : 52 000 €, soit 242 € par habitant.

Avec les taux de fiscalité suivants :
- taxe d'habitation : 15,24 % ;
- taxe foncière sur les propriétés bâties : 32,60 % ;
- taxe foncière sur les propriétés non bâties : 17,50 % ;
- taxe additionnelle à la taxe foncière sur les propriétés non bâties : 0,00 % ;
- cotisation foncière des entreprises : 0,00 %.

Chiffres clés Revenus et pauvreté des ménages en 2021 : médiane en 2021 du revenu disponible, par unité de consommation : 22 380 €.

## Population et société

### Démographie

#### Évolution démographique
L'évolution du nombre d'habitants est connue à travers les recensements de la population effectués dans la commune depuis 1793. Pour les communes de moins de 10 000 habitants, une enquête de recensement portant sur toute la population est réalisée tous les cinq ans, les populations de référence des années intermédiaires étant quant à elles estimées par interpolation ou extrapolation. Pour la commune, le premier recensement exhaustif entrant dans le cadre du nouveau dispositif a été réalisé en 2004.

En 2022, la commune comptait 212 habitants, en évolution de −1,85 % par rapport à 2016 (Vosges : −2,96 %, France hors Mayotte : +2,11 %).
| 1793 | 1800 | 1806 | 1821 | 1831 | 1836 | 1841 | 1846 | 1856 |
| ---- | ---- | ---- | ---- | ---- | ---- | ---- | ---- | ---- |
| 253  | 248  | 280  | 267  | 326  | 309  | 338  | 341  | 337  |

| 1861 | 1866 | 1876 | 1881 | 1886 | 1891 | 1896 | 1901 | 1906 |
| ---- | ---- | ---- | ---- | ---- | ---- | ---- | ---- | ---- |
| 311  | 322  | 311  | 315  | 280  | 277  | 245  | 258  | 264  |

| 1911 | 1921 | 1926 | 1931 | 1936 | 1946 | 1954 | 1962 | 1968 |
| ---- | ---- | ---- | ---- | ---- | ---- | ---- | ---- | ---- |
| 282  | 261  | 269  | 258  | 233  | 208  | 202  | 225  | 234  |

| 1975 | 1982 | 1990 | 1999 | 2004 | 2006 | 2009 | 2014 | 2019 |
| ---- | ---- | ---- | ---- | ---- | ---- | ---- | ---- | ---- |
| 229  | 286  | 254  | 224  | 242  | 239  | 243  | 219  | 216  |

| 2022 | - | - | - | - | - | - | - | - |
| ---- | - | - | - | - | - | - | - | - |
| 212  | - | - | - | - | - | - | - | - |

### Enseignement
Établissements d'enseignements :
- Écoles maternelles et primaires à Domfaing, Brouvelieures, Bruyères
- Collèges à Bruyères
- Lycées à Bruyères, Saint-Dié-des-Vosges

### Santé
Professionnels et établissements de santé :
- Médecins à Bruyères, Saint-Dié-des-Vosges[31].
- Pharmacies à Bruyères, Granges-Aumontzey, Corcieux[32].
- Hôpitaux à Saint-Dié-des-Vosges, Épinal[33].

### Cultes
- Culte catholique, Paroisse "Notre-Dame-du-Pays-de-l'Avison"[34], Diocèse de Saint-Dié.

## Économie

### Entreprises et commerces

#### Agriculture
- Élevage de vaches laitières.
- Exploitation forestière.
- Élevage d'autres animaux.

#### Tourisme
- Hébergements et restauration à Belmont-sur-Buttant, Bruyères, Biffontaine, Champ-le-Duc, La Chapelle-devant-Bruyères.

#### Commerces
- Commerces et services de proximité[35].

## Culture locale et patrimoine

### Lieux et monuments

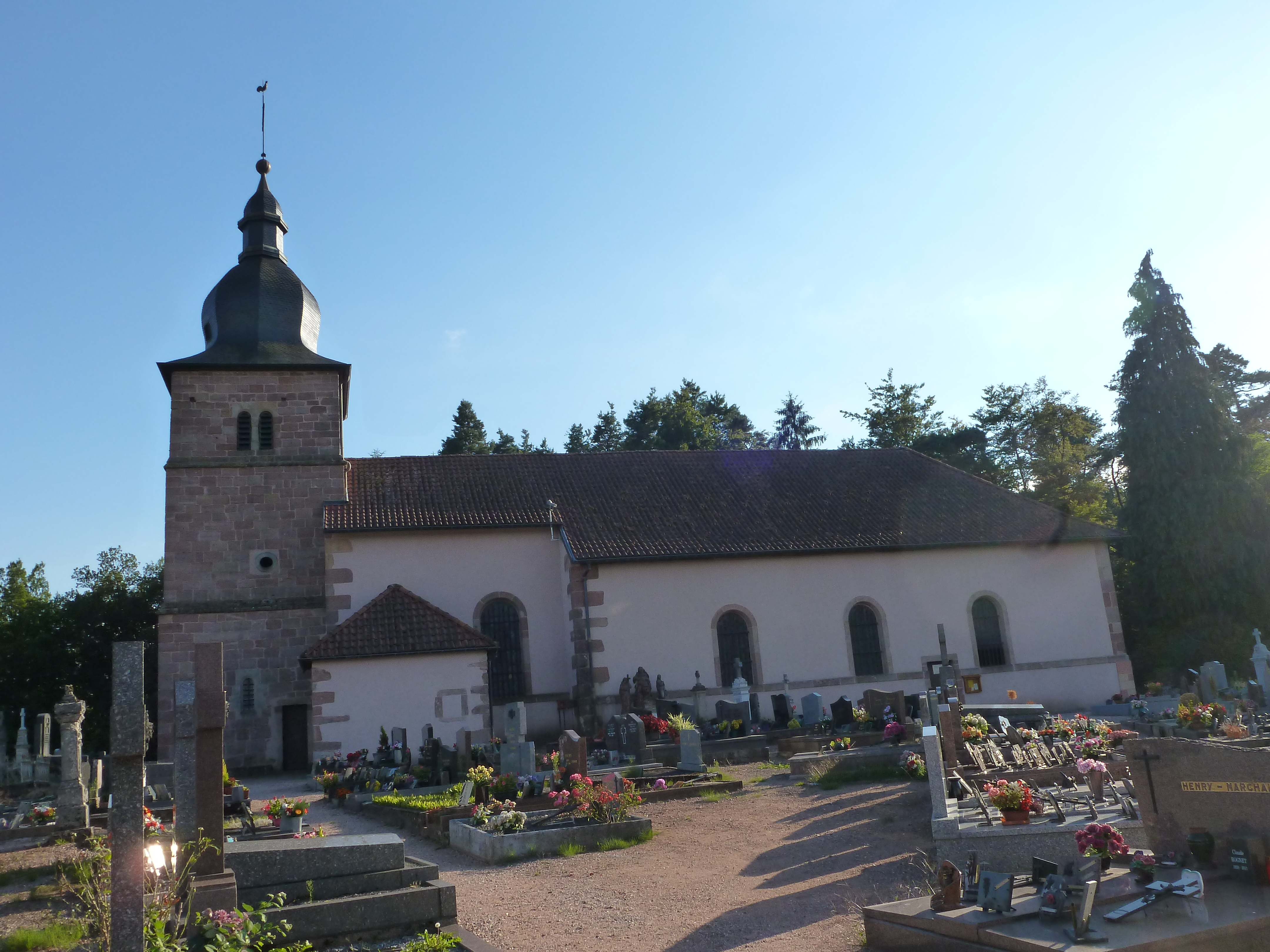
Église Saint-Laurent du Haut-de-Belmont.
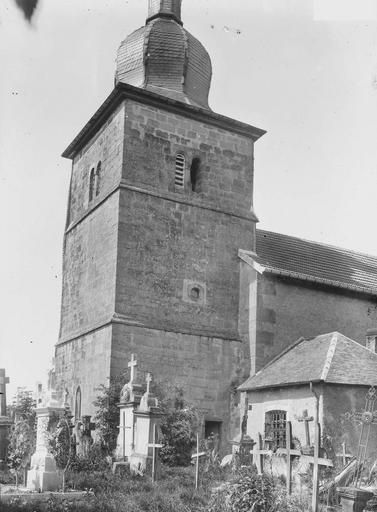
Le clocher de l'église en 1914.
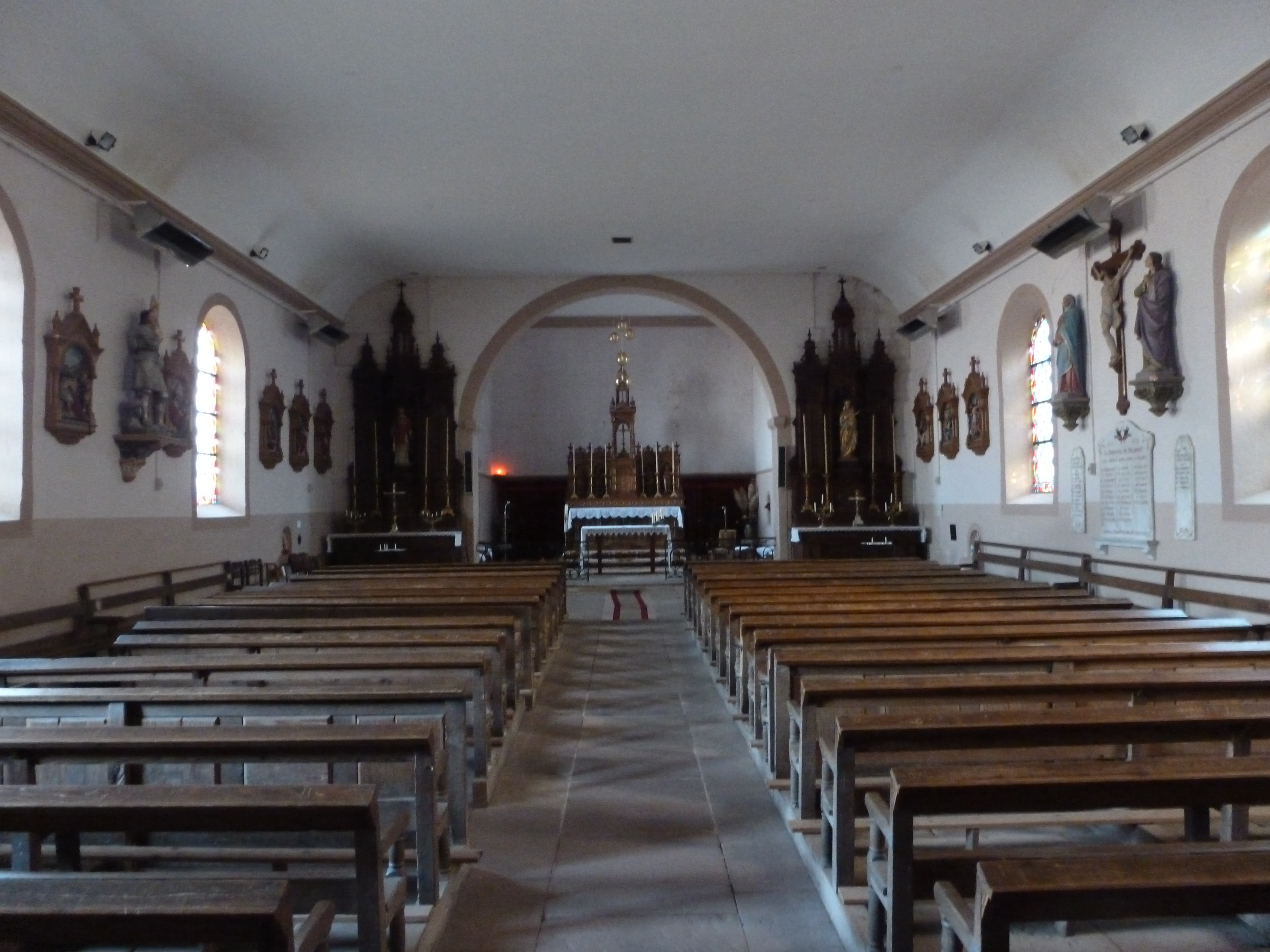
Intérieur de l’église.

### L'église Saint-Laurent du Haut-de-Belmont
L'église construite sur le Haut-de-Belmont (444 m) est partagée avec les villages voisins de Belmont-sur-Buttant et de Vervezelle. Son clocher est inscrit sur l'Inventaire supplémentaire des monuments historiques par arrêté du 16 mars 1926.
Plaque 1914-1918 dans l'église de Domfaing (pour Belmont-sur-Buttant, Domfaing et Vervezelle).

### Les fées marraines de Cotimpierre
L'une des cavernes qui se trouve dans les roches de Cotimpierre était habitée autrefois par les bonnes fées de Domfaing. Elles présidaient aux naissances, c'est pourquoi les habitants les appelaient les « marraines » et venaient les consulter au sujet des enfants à venir. On entendait, dit-on, notamment les nuits d'été, leurs chants mélodieux.

### La chapelle de Domfaing - L'abbé Nicolas Boyé

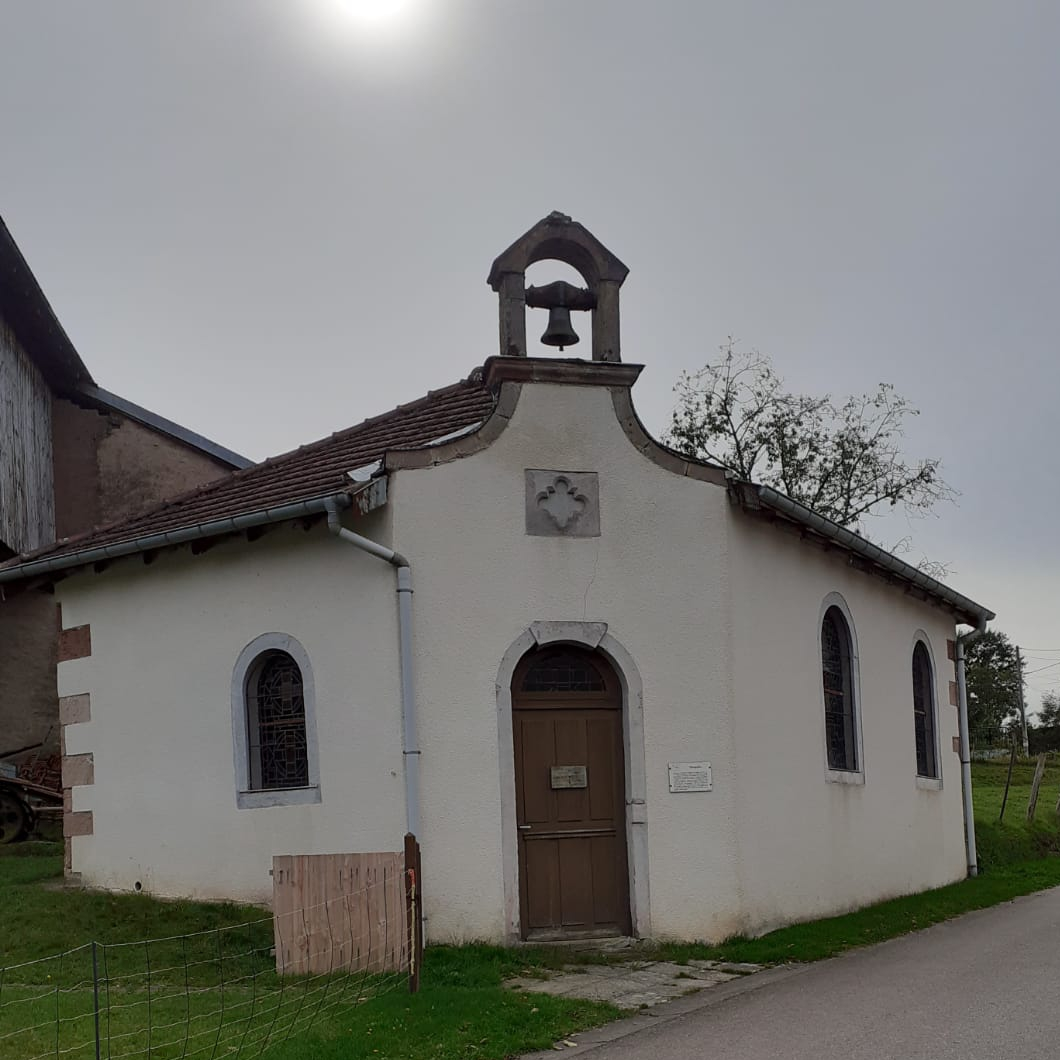
La chapelle de Domfaing.

La chapelle située au centre du village a été aménagée en 1864, en lieu et place d'une ancienne salle d'école, par l'abbé Nicolas Boyé, né à Norroy-sur-Vair (Vosges) le 18 octobre 1825 et décédé à Domfaing le 29 janvier 1892. Ordonné prêtre le 5 juin 1852, nommé vicaire à Vagney le 22 juillet 1852, il est responsable de la cure de Belmont-sur-Buttant en juin 1860. Son presbytère se trouve à proximité immédiate de la chapelle.
L'aménagement de cette chapelle a été financé par le curé Boyé lui-même car les communes de Domfaing, Belmont-sur-Buttant et Vervezelle n'ont pas apporté leur contribution financière. L'équipement liturgique était rudimentaire mais suffisant pour célébrer les messes sur place en évitant ainsi au prêtre de se rendre à l’église Saint-Laurent située en haut de la colline à plus d'un kilomètre.
En 1891, le curé embellit la chapelle en faisant installer un maître-autel sculpté et doré, chef-d'œuvre d'un artiste vosgien. Ce maître-autel a été depuis remplacé par un élément en pierre blanche.
Cette chapelle a été rachetée au diocèse par la commune de Domfaing en 2020 pour l'euro symbolique. 
Elle a été restaurée par des bénévoles afin de recevoir des manifestations culturelles. 

### Monuments commémoratifs
- Plaques 1914-1918 dans la mairie et dans l'église (pour Belmont-sur-Buttant, Domfaing et Vervezelle)[40].
- Tombes collectives de soldats Français et Allemands de la Guerre franco-allemande de 1870-1871[41].

### Lesscieries hydrauliques à cadre
Une étude thématique de la petite industrie hydraulique a été conduite entre 2010 et 2012 par l’Inventaire général de la région Lorraine dans le cadre plus global d’une opération consacrée à l’architecture rurale de la montagne vosgienne,.

### Personnalités liées à la commune
- L'abbé Nicolas Boyé.
- Georges Bernard Renouard, militant politique et d'action sociale[45].
- Georges Chenal, résistant des Francs-tireurs et partisans (FTP) homologué aux Forces françaises de l'intérieur (FFI)[46].
- René, Jean, Baptiste Villaume, résistant des Forces françaises de l'intérieur (FFI).

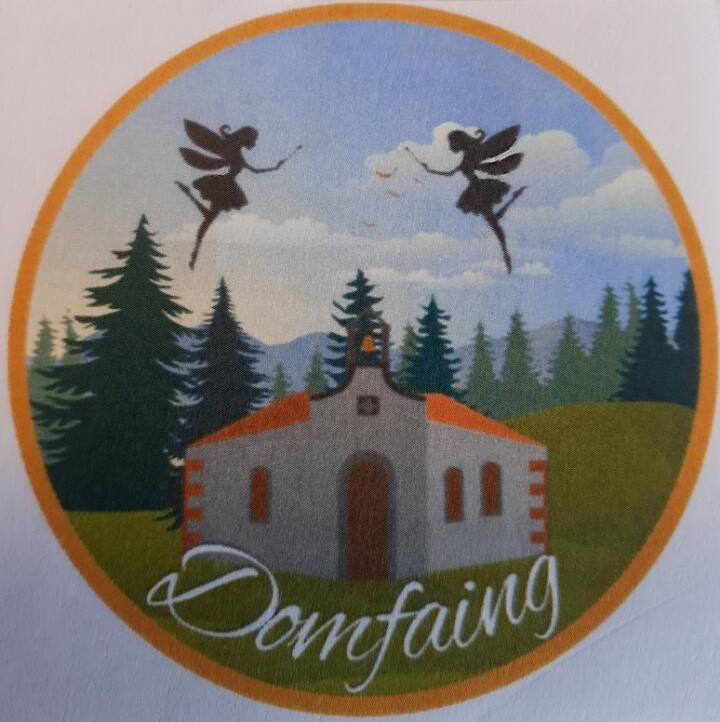
Logotype de la commune de Domfaing.

### Héraldique, logotype et devise
Le logotype rassemble les éléments de la commune de Domfaing : sa forêt environnante, sa chapelle et les fées marraines de Cotimpierre qui constituent une légende locale.

## Pour approfondir